# Synagoge (Raslavice)

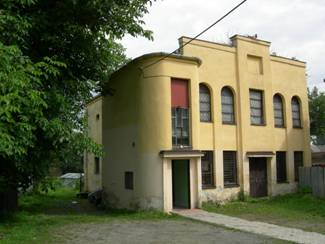
Synagoge in Raslavice

Die Synagoge in Raslavice, einer slowakischen Gemeinde im Bezirk Bardejov, wurde in den 1930er Jahren errichtet. Sie ist eine der letzten vor dem Zweiten Weltkrieg errichteten Synagogen und ein Beispiel der architektonischen Moderne.
Die Westseite des Bauwerks weist zur Straße hin (Hlavná-Straße 76). Sie ist in fünf Felder untergliedert und hat dabei einen hervorgehobenen Mittelteil. An der Nordwestecke ist ein ovaler Treppenturm integriert.
Nach dem Krieg wurde innen ein zweites Stockwerk eingezogen; die Frauenempore ist aber noch erkennbar.
Das Gebäude wird als Lager für Baumaterialien genutzt.